# Rivière Hawke
La rivière Hawke (anglais : Hawke River) (rivière du Faucon) est un fleuve situé à l'est de la péninsule du Québec-Labrador, au Labrador dans la province canadienne de Terre-Neuve-et-Labrador.
La rivière Hawke a une longueur d'environ 95 km en incluant sa branche mère la rivière Main Brook. La longueur est d'environ 54 km pour la rivière Hawke proprement dite en aval de la confluence entre les rivières Main Brook et Mountain Brook.

## Description
La rivière Hawke prend sa source sous le nom de Main Brook (ruisseau Principal) à 390 mètres d'altitude dans une zone de collines boisées de l'est du Labrador (53° 00′ 13″ N, 57° 03′ 32″ O).
Le petit ruisseau se dirige initialement vers le sud-ouest puis vers l'ouest en rejoignant un autre petit ruisseau (52° 58′ 46″ N, 57° 06′ 30″ O) avant de tourner vers le sud pour rejoindre la vallée principale orientée vers le sud-est (52° 58′ 34″ N, 57° 08′ 19″ O) occupée par une tourbière et un ruisseau à 255 mètres d'altitude.
Le Main Brook devient un abondant ruisseau puis une rivière se dirigeant de manière assez rectiligne vers le sud-est puis l'est sur un peu plus de 4 km. La rivière fait un coude vers le nord (52° 57′ 48″ N, 57° 05′ 14″ O) et reprend son chemin vers le sud-est puis vers l'est toujours de manière assez rectiligne sur près de 18 km en recevant un affluent notable en rive gauche (52° 54′ 46″ N, 56° 56′ 24″ O). La rivière s'oriente ensuite vers le nord-est avant de s'incurver vers l'est puis le sud-est. 
La rivière Hawke se forme alors à la confluence de ses deux rivières sources, lorsque le Main Brook reçoit en rive gauche l'abondante rivière Mountain Brook (ruisseau de la Montagne), à environ 125 mètres d'altitude d'environ (52° 53′ 42″ N, 56° 42′ 23″ O) .
La rivière Hawke en aval de la confluence est un cours d'eau large et abondant qui effectue de vastes coudes vers le sud-est sur près de 10 km entre de douces collines non boisées. Les hautes collines ondulées séparées par des vallées fluviales arrondies sont typiques du bassin versant. La rivière prend alors une direction nord-nord-est sur près de 12 km entre une rive occidentale très peu boisée et une rive orientale au relief marqué et densément boisée.
À la sortie de la zone de collines boisées, la rivière Hawke s'oriente vers le nord-est sur environ 12 km avec un cours plutôt calme comportant quelques îles, en recevant plusieurs affluents dont en rive gauche venus de l'ouest le ruisseau Beaver Brook (ruisseau du Castor) à 50 mètres d'altitude (52° 56′ 20″ N, 56° 32′ 19″ O) puis la rivière Western Feeder (canal Ouest) (52° 58′ 59″ N, 56° 25′ 23″ O) à moins de 20 mètres d'altitude en aval de rapides étroits.
La rivière Hawke est ensuite grossie à moins de 10 mètres altitude en rive droite de la petite rivière Southwest Feeder (canal Sud-ouest) (52° 59′ 41″ N, 56° 22′ 53″ O) prenant sa source au sud dans un étang à 235 mètres d'altitude (52° 59′ 41″ N, 56° 32′ 17″ O) et drainant de vastes lacs, puis surtout en rive gauche de l'abondante rivière Northwest Feeder (canal Nord-ouest) (52° 59′ 57″ N, 56° 21′ 21″ O) prenant sa source à l'ouest dans un lac à 375 mètres d'altitude (53° 07′ 43″ N, 57° 01′ 51″ O).
La rivière Hawke devient un cours d'eau large et calme dans sa section aval, coulant vers l'est-nord-est, formant deux larges îles et en traversant deux sections de rapides larges et peu accidentés.
La rivière se jette à l'extrémité occidentale du bras nord de la baie Hawke (anglais : Hawke Bay) (53° 02′ 09″ N, 56° 11′ 10″ O), une baie très étroite et irrégulière longue de près de 30 km semblable à un fjord s'ouvrant vers la mer du Labrador et l'océan Atlantique à l'est.

## Hydrologie
La rivière Hawke draine une superficie de 1 891 km2, alimentée par 39 affluents.
Le bassin versant contient de nombreux petits lacs et de larges sections de rivière à débit lent.
Le débit de la rivière n'est pas connu.
Les débits mensuels les plus élevés se produisent généralement pendant la fonte des neiges en mai et en juin.

## Flore
Des forêts plus ou moins denses d'épinette noire et de sapin baumier recouvrent les collines et sont parallèles à la rivière, sauf dans les parties médiane et inférieure de la branche principale de la rivière Hawke où les incendies de forêt ont dénudé le paysage.

## Faune piscicole
La rivière Hawke abrite différentes espaces de poissons, comme le saumon atlantique ainsi que la truite.

## Présence humaine
Le bassin de la rivière Hawke est situé dans une région isolée qui ne compte aucun habitant permanent. 
Un campement de pêche sportive se trouve à proximité de l'embouchure de la rivière Hawke.
À 25 km à l'est de l'embouchure, à la sortie de la baie sur l'île Hawke (anglais : Hawke Island), se trouve la colonie de Hawke Harbour au fond du havre du même nom (53° 02′ 30″ N, 55° 48′ 39″ O).
L'embouchure de la rivière se situe à 30 km au nord de la communauté de Charlottetown.
Le bassin de la rivière Hawke ne compte aucune route, mais la route 510 passe à moins de 7 km au sud du cours supérieur de la Main Brook en suivant une direction similaire du nord-ouest vers le sud-est et Port Hope Simpson.